# غزال درقي
الغزال الدرقي أو الغزال الأسود الذيل أو الغزال الفارسي هو أحد أنواع الغزلان التي توجد في منطقة واسعة من آسيا الوسطى والغربية بما فيها جزء من إيران وجنوب غرب باكستان وصحراء جوبي، بالإضافة لشبه الجزيرة العربية وجنوب غرب آسيا.
تسمّى هذه الحيوانات بالغزلان الدرقيّة بسبب انتفاخ عنق الذكور وحلقها خلال موسم التزاوج، إلا أن هذا الانتفاخ لا يعتبر تورما درقيا حقيقيا يعزى سببه إلى تضخّم في الغدة الدرقية.

موطنه

كان موطن الغزلان الدرقية يمتد في السابق من جنوبي شبه الجزيرة العربية عبر اليمن، السعودية، عُمان، الإمارات، تركيا، إيران، العراق، أفغانستان، باكستان، القوقاز، آسيا الوسطى السوفيتية سابقا (تركمنستان، طاجيكستان، أوزباكستان، كازاخستان)، ومن غرب الصين وصولا إلى جنوب منغوليا. إلاّ أن هذا الموطن قد تقلّص بشكل كبير منذ بداية القرن العشرين، وتعتبر هذه الغزلان الآن منقرضة في العديد من الدول مثل جورجيا، الكويت، سوريا، واليمن، كما أنها شارفت على الانقراض في الأردن.
تسكن الغزلان الدرقية السهول الرمليّة والحصويّة بالإضافة للهضاب الكلسيّة، وهي قادرة على العدو بسرعة كبيرة إلا أنها لا تقفز خلال هذه الفترة بل تخبو بطريقة مماثلة لأنواع الغزلان الأخرى.
تهاجر هذه الحيوانات بشكل موسمي عبر معظم أنحاء موطنها، ويتنقل القطيع لمسافة تتراوح بين 10 و30 كيلومترا في اليوم خلال الشتاء، وتنخفض هذه المسافة إلى ما بين كيلومتر واحد و3 كيلومترات تقريبا خلال الصيف.
تعيش هذه الغزلان في مجموعة واسعة من المساكن الصحراوية وشبه الصحراويّة، فهي توجد في المناطق المسطحة والمكشوفة، إلا أنها تفضل المناطق الهضابيّة ذات رقع الأعشاب، والوديان بالإضافة للمناطق ذات التلال، وهي تتفادى الأجراف الصخرية والغابات الكثيفة بالإضافة للأراضي المستخدمة في الزراعة والمناطق المخصصة لرعي الماشية كما المناطق الخالية من الأودية والأفاجيج.
يحد من انتشار هذه الغزلان في الشمال عمق الثلج خلال فصل الشتاء، بما أن هذه الحيوانات لا تقدر أن تعثر على غذائها في المناطق التي يتراوح فيها عمق الثلج من 10 إلى 15 سنتيمتر، وفي هذه الحالة فإن هذه الغزلان تتجمع في أعداد ضخمة تبلغ بضعة آلاف في المناطق المنخفضة لتتفادى الثلوج ثم تتوزع في مجموعات أصغر على ارتفاعات أعلى بحلول الصيف.
تستطيع الغزلان الدرقية في الصين أن تعيش في مناطق على مستوى البحر وحتى علوّ 3,000 متر، كما يعرف عنها بأنها تتسلق حتى ارتفاع 3,500 متر خلال الأشهر الأكثر دفئا في كازاخستان.

## الوصف والخواص الأحيائية
يشتق هذا الغزال اسمه من الانتفاخ على عنقه الشبيه بالورم الدرقي، والذي هو في الواقع أسطوانة غضروفيّة كبيرة بارزة عند الذكور بشكل أوضح من الإناث، وخصوصا خلال موسم التزاوج عندما تسمح لها هذه الإسطوانة بإصدار نفخات عميقة عالية الصوت لمغازلة الإناث. وتكون إناث هذا النوع، على عكس باقي إناث معظم أنواع الغزلان، جمّاء أي عديمة القرون، بينما تمتلك الذكور قرونا سوداء طويلة مقوّسة نحو الوراء، إلا أن النمط العديم القرون للإناث يختلف باختلاف الموطن التي تقطنه، فهي تكون جمّاء تماما تقريبا في منغوليا والصين بينما تمتلك قرونا كاملة في شبه الجزيرة العربية.
تختلف ألوان هذه الغزلان باختلاف الجمهرات، حيث يراوح لونها من الأبيض تقريبا إلى البني مع درجات مختلفة من الأحمر، الرمادي، والأصفر، ويكون لون ظهرها في العادة بنيا باهتا ومن ثم يقتم تدريجيّا على الجانبين، بينما يكون القسم السفلي من جسدها أبيض كما المؤخرة، أما الذيل فأسود اللون على ثلثيه. تمتلك الغزلان الدرقية القاطنة لآسيا الوسطى والشرق الأوسط خطوط ورقط مميزة على وجهها الأبيض، وتختفي هذه الغلامات مع تقدّم الحيوان في السن، إلا أنه في السعودية تولد بعض الأخشاف بدون علامات على وجهها أيضا. وعيون هذه الغزلان كبيرة وسوداء كما أن أذنيها طويلة بالإضافة لقوائمها وعنقها، بينما ذيلها قصير، وتكون الذكور أكبر حجما وأثقل وزنا من الإناث.

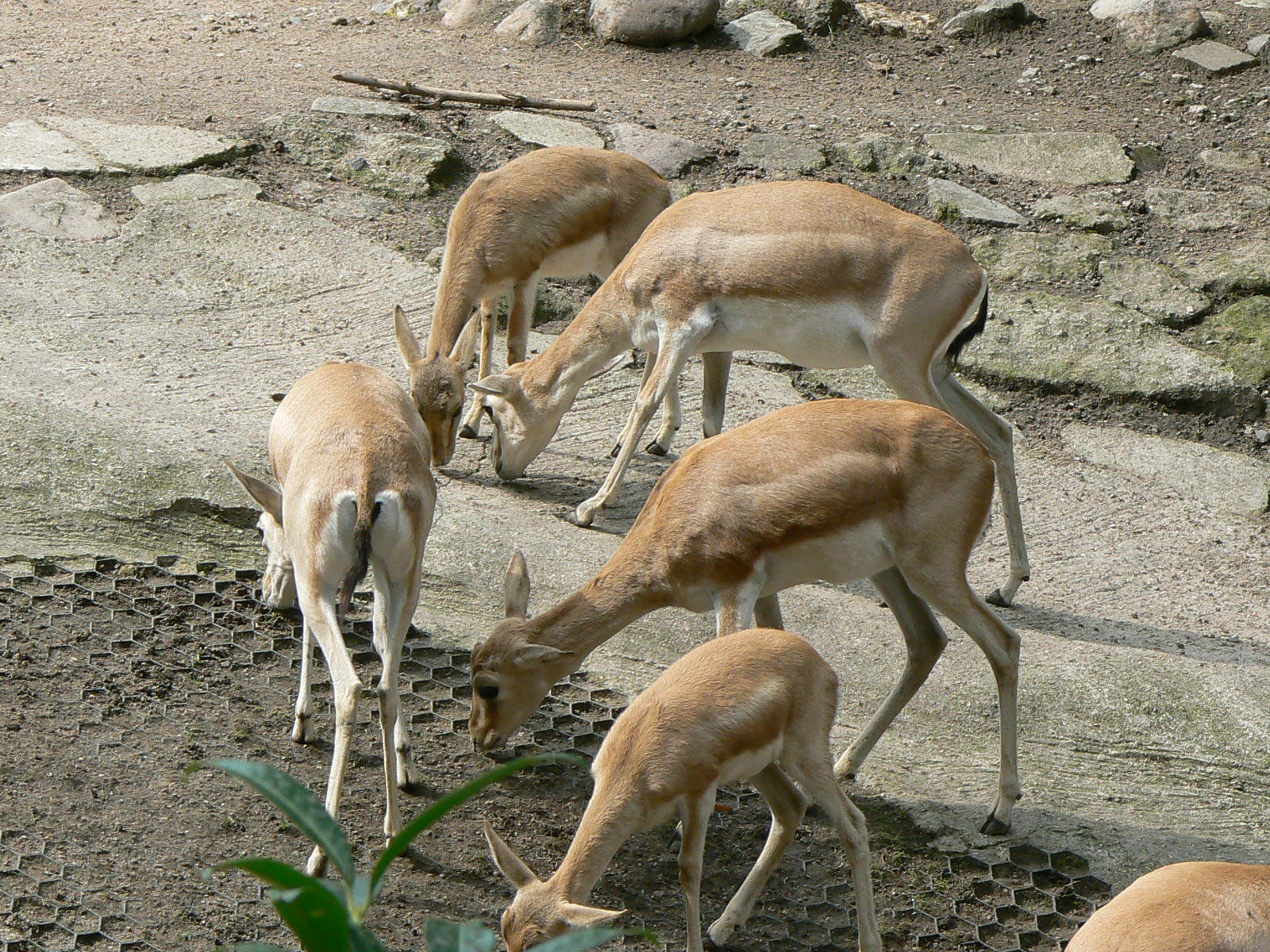
مجموعة غزلان درقية في حديقة حيوانات هامبورغ.

تعيش الغزلان الدرقية في مجموعات عائليّة صغيرة خلال الصيف يبلغ عدد أفرادها حوالي العشرة، بينما تحتشد خلال الشتاء في قطعان كبيرة يصل عدد أفرادها إلى العشرات أو المئات بل حتى الآلاف في بعض أجزاء موطنها الآسيوي، ويحصل هذا التصرّف في الوقت الذي يمتد خلاله موسم التزاوج أي في الفترة الممتدة من شهر سبتمبر إلى يناير، وخلال هذه الفترة تصبح الذكور مناطقيّة حيث يقوم كل ذكر بالغ بالسيطرة على حوز خاص به يقوم بتعليم حدوده بالبول والبراز. كما وتقوم الذكور باستخدام حلقها المنتفخ لإصدار نفخات عميقة لجذب الإناث بالإضافة لرشّ النباتات المحيطة بها بإفرازات من غدّتها الشرجيّة والغدّة الكائنة قرب أعينها. تتجمع الذكور شبه البالغة خلال هذه الفترة في قطعان صغيرة يصل عدد أفرادها إلى 5 رؤوس، وعلى النقيض من ذلك فإن الإناث والصغار تتجمع في قطعات تتألّف من 10 إلى 30 غزالا.

### التناسل

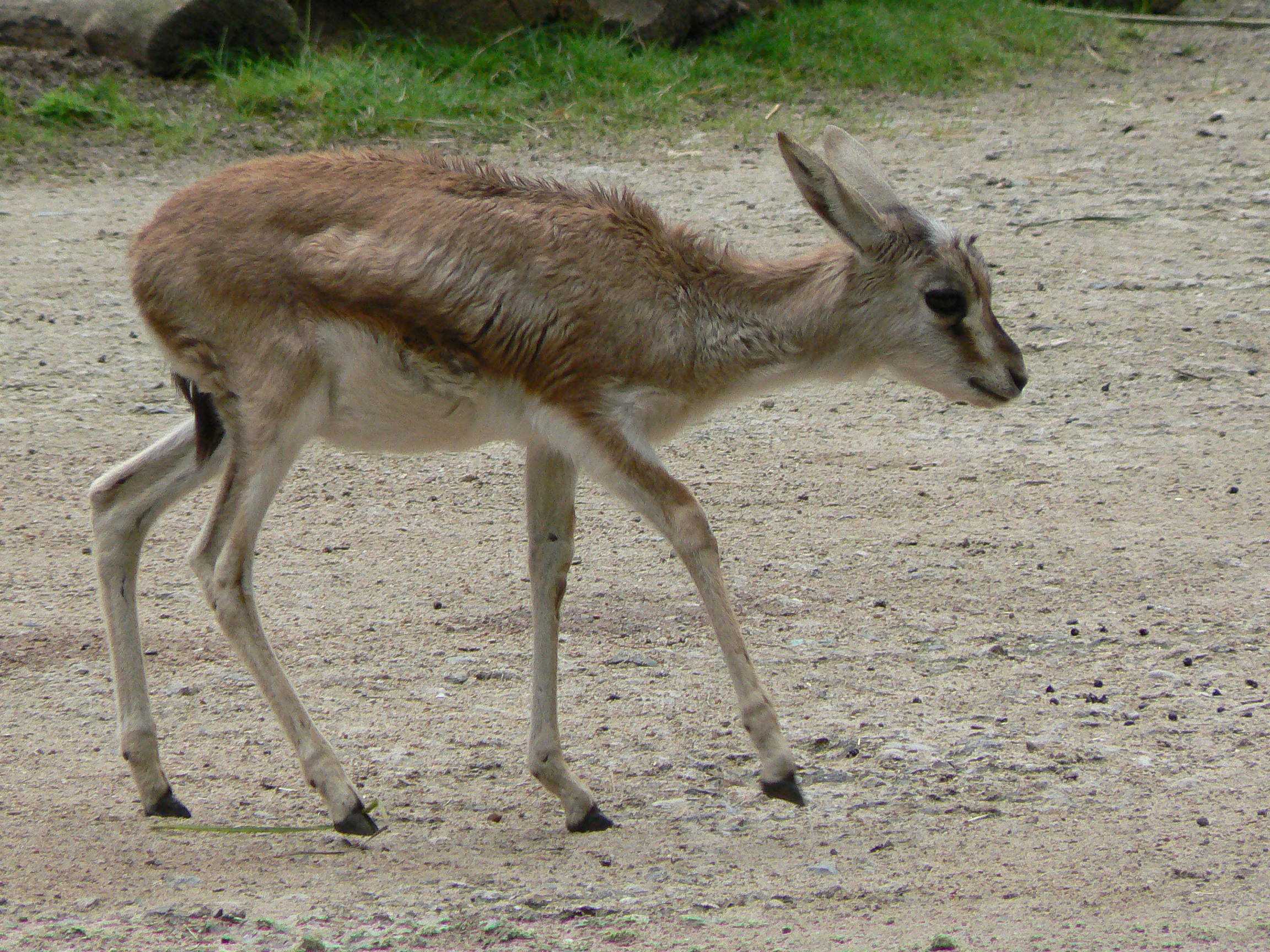
خشف غزال درقي في حديقة حيوانات هامبورغ.

تعتبر ذكور هذه الحيوانات متعددة التزاوج أي أن الذكر لا يكتفي بأنثى واحدة بل يتزاوج مع عدّة إناث من التي توجد داخل حدود حوزه فقط، ويحرص الذكر على أن لا تغادر أي من الإناث أرضه وتدخل أرض ذكر أخر حيث يقوم بتجميعها ومطاردتها على الدوام، ويقوم بطرد جميع الذكور الأخرى بما فيها الذكور الدخيلة والذكور اليافعة التي بلغت من العمر سنة واحدة فقط. تتزاوج معظم الذكور مع أنثيان إلى 12 أنثى عادة، إلا أنه يمكن للذكر أن يتزاوج مع أكثر من هذا العدد في حالات استثنائية (30 أنثى في بعض الحالات)، أما بعض الذكور فقد لا يتزاوج مع أي أنثى أبدا. تتجمع الغزلان الدرقيّة في قطعان كبيرة مختلطة بعد نهاية موسم التزاوج يصل عدد أفرادها إلى قرابة الخمسين، إلا أنه عند حلول الربيع تفترق الذكور عن الإناث ليعيش كل منها في قطعان منفصلة وحدها.
تترك الإناث الحوامل قطيعها وتصبح انعزالية شيئا فشيئا عندما يقترب موعد الولادة، وتستمر فترة الحمل لما بين 148 و159 يوما وتحصل معظم الولادات ما بين شهريّ مارس ويوليو على أنه معظم الإناث تلد خلال شهر مايو (إبريل في السعودية ويونيو في منغوليا). تنجب الإناث الصغيرة في السن كما الكبيرة خشفا واحدا في العادة، إلا أنه معظم الإناث البالغة تنجب توائم (حوالي 75% منها) وهذا يعدّ أمرا نادرا بين أنواع الغزلان جميعها. تقوم الأنثى بتخبئة وليدها ريثما ترعى على بعد يراوح من 50 إلى 500 متر عنها، وتقوم أيضا بنقله إلى مكان جديد للاختباء بعد كل مرة ترضعه فيها، أما الإناث التي تلد توائم فتقوم بتخبئتها على بعد 50 إلى 1000 متر عن بعضها خلال أيامها الأربعة أو الستة الأولى. تبدأ الصغار باللحاق بوالدتها عندما تبلغ من العمر قرابة الشهرين أو شهرين ونصف ومن ثم تفطم بعد حوالي 4 أو 5 أشهر. تبدأ دورة الأنثى النزويّة عندما تبلغ ستة أشهر إلا أنها لا تبدأ بالتزاوج إلا عندما تبلغ من العمر 18 شهرا، أما الذكور فإنها تصبح قادرة على التزاوج في عمر 10 إلى 11 شهرا إلا أنها لا تتزاوج إلا عندما تبلغ 2.5 أو 3 سنوات، وهي تبقى قادرة على التناسل حتى تبلغ 10 أو 11 سنة على الرغم من أنها لا تعيش غالبا أكثر من خمس إلى ست سنوات في البريّة، أما الإناث فتبقى قادرة على الحمل حتى تبلغ عمر 13 أو 14 سنة على الرغم من أنها عادة ما تعيش لما بين 8 و12 عاما في البريّة.

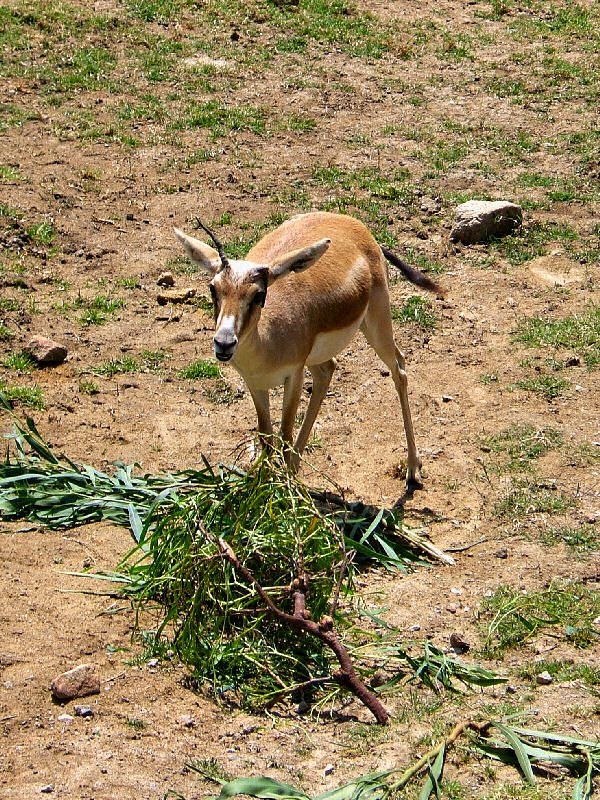
السلالة الفارسية من الغزال الدرقي.

تنشط الغزلان الدرقية في أوائل الصباح وأواخر فترة بعد الظهر خلال أشهر الصيف حيث ترعى الأعشاب، أوراق الأشجار، والبراعم، إلا أنها أصبحت ليليّة بشكل جزئي في المناطق التي تعرّضت فيه للقنص المكثّف. تقوم هذه الحيوانات بالاختباء في الظل خلال النهار الحار، وتقوم بتبريد انفسها عن طريق حفر بعض الحفر البسيطة التي تستلقي فيها حيث يكون الرمل أبرد، وتستغني الغزلان عن عادتها هذه أو تقلل منها خلال أشهر الشتاء الأكثر برودة.

## التصنيف

### النويعات
هناك ثلاث نُوَيْعَات لهذا النوع من الغزلان:
- نويعة هيلير أو النويعة المنغوليّة (G. s. hillieriana)، يوجد في القسم المنغولي من صحراء غوبي.
- نويعة يركند أو نويعة إكسيجنغ (G. s. yarkandensis)، يعيش في مقاطعة سنجان في الصين.
- النويعة الفارسية (G. s. subgutturosa)، يعيش في آسيا الوسطى: تركمنستان، كازاخستان، أوزباكستان، طاجيكستان، إيران، العراق، وأفغانستان.

### النويعة السابقة
- النويع العربي (G. s. marica)، يعرف باسم الرئم أو الريم ويقطن شبه الجزيرة العربية، وهو النويع الذي تغنى به الشعراء العرب في شعرهم منذ القدم، أصبح هذا النويع نوعًا منفصلًا عن الغزال الدرقي وأصبح اسمه العلمي (G. marica).

## المخاطر والمحافظة على النوع
إن أبرز المخاطر التي تتعرّض لها هذه الحيوانات عبر موطنها بكامله هي القنص اللاشرعي وفقدان المسكن، وعلى الرغم من أن هذه الحيوانات لا تزال تعتبر واسعة الانتشار إلا أن أعدادها تتناقص محليّا في بعض الدول كما أن توزعها الجغرافي غير متوازي، فبعض الجمهرات كتلك الموجودة في كازاخستان ومنغوليا لا تزال وافرة العدد أما في بعض الدول الأخرى مثل تركمنستان فإنها شارفت على الانقراض تقريبا. وتعتبر معظم الجمهرات اليوم صغيرة الحجم ومعزولة عن بعضها البعض مما يعرّضها أكثر إلى خطر الإبادة والضعف الجيني، وقد أصطيدت هذه الغزلان في السابق للحصول على لحمها أو للاحتفاظ بها كتذكار للصيد في أحيان أخرى قليلة، وقد عانت السلالة العربية في السابق، ولا تزال في بعض المناطق، من الإمساك بها من قبل هواة تربية الحيوانات للاحتفاظ بها في الحدائق الخاصّة.

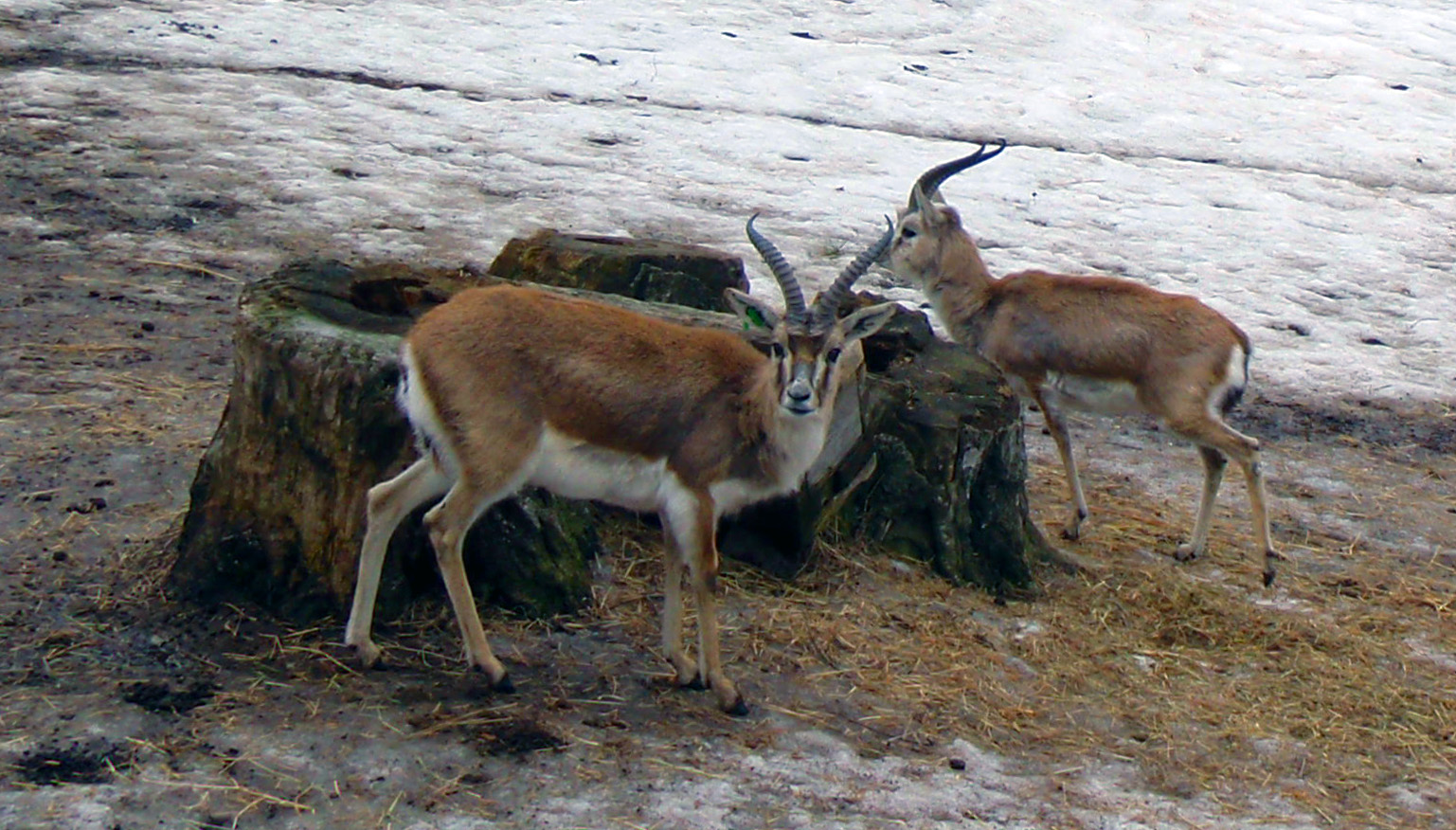
ذكرين من الغزلان الدرقية في حديقة حيوانات كوركيساري، فنلندة.

تعرّضت العديد من سلالات هذا النوع إلى فقدان مسكنها واحتتاته بسبب الأنشطة البشرية المختلفة بما فيها التطوّر الاقتصادي الذي أدّى إلى تنمية العديد من المناطق التي كانت هذه الغزلان تقطنها، وتحويل الأراضي إلى أراض زراعيّة، والرعي الجائر للماشية المستأنسة، وقد عانت السلالة العربيّة على وجه التحديد من الإفراض برعي الخراف والماعز في مسكنها. تتعرّض الغزلان الدرقيّة في آسيا الوسطى إلى نوع أخر من المخاطر وهو الموسم الشديد البرودة الذي يقضي على أعداد كبيرة منها، ويبلغ العدد الإجمالي لهذه الحيوانات حاليّا ما بين 120,000 و140,000 رأس في البريّة بينما يوجد حوالي 529 فردا منها في الأسر.
يحظى الغزال الدرقي بالحماية في جميع الدول التي يستوطنها عدا إيران حيث كان ولا زال يُصاد للاحتفاظ به كتذكار صيد، إلا أنه حتى في الدول التي تعتبر فيها هذه الحيوانات محميّة من قبل القانون، فإن تطبيقه لا يتم بصورة صحيحة وكاملة طيلة الوقت، وبالتالي فإن المناطق الوحيدة التي تعيش فيها هذه الحيوانات بدون أن تتعرض لأي ضغط بشري هي المحميّات الطبيعيّة والمنتزهات القوميّة التي لا يسمح فيها بالصيد إطلاقا. وتخصص معظم الدول التي تقطنها الغزلان الدرقية مناطق محميّة خاصة لتعيش فيها هذه الحيوانات، إلا أن درجة الحماية الفعليّة التي تحظى بها في داخل تلك المناطق تختلف باختلاف مستوى النموّ الاقتصادي ودرجة الاستقرار السياسي بين تلك البلدان. وكانت السعودية قد أطلقت برامج لإعادة إدخال الغزال الدرقي إلى مؤلها السابق بداخل المملكة لتشكّل جمهرة بريّة جديدة، ويعتبر البعض أن هذه الخطوة تشكّل نموذجا يمكن إتباعه من قبل الدول الأخرى التي تستوطنها الغزلان.